# Butanol
Butanol (egentligen butylalkohol) är en alkohol med formeln C4H9OH Den kan förekomma i 4 olika strukturisomerer:
- n-butanol, 1-butanol, CH3CH2CH2CH2OH
- sec-butanol, 2-butanol CH3CH2CHOHCH3 (i sin tur med 2 möjliga stereoisomerer)
- iso-butanol, 2-metyl-1-propanol (CH3)2CHCH2OH
- tert-butanol, 2-metyl-2-propanol (CH3)2COHCH3

Butanol kan framställas ur biomassa, eller petroleum. Viktiga användningsområde är för framställning av lösningsmedlet butylacetat, för framställning av glykoletrar, samt för framställning av akrylharts. Bensin-motorer kan köras på en blandning av 15% bensin och 85% butanol. Förekommer dock sällan på grund av högre pris än etanol.
|           |            |             |              |
| n-butanol | isobutanol | sec-butanol | tert-butanol |